# Prodeus
Prodeus es un videojuego independiente de disparos en primera persona desarrollado por Bounding Box Software y publicado por Humble Games. El juego fue financiado por una exitosa campaña de Kickstarter en abril de 2019. Una versión de acceso anticipado fue lanzada el 9 de noviembre de 2020. El juego completo fue lanzado en macOS, Microsoft Windows, Nintendo Switch, PlayStation 4, PlayStation 5, Xbox One y Xbox Series X/S en septiembre de 2022.

## Jugabilidad
Los desarrolladores describen a Prodeus como "el juego de disparos en primera persona de antaño, reinventado utilizando técnicas de renderización modernas". La jugabilidad se asemeja a la de los clásicos juegos de disparos en primera persona de los años 1990, como Doom y Quake. El jugador debe explorar niveles complejos, a veces buscando llaves para avanzar, mientras se enfrenta a enemigos en combates frenéticos utilizando una variedad de armas. Para ayudar al jugador a orientarse y descubrir secretos, el juego cuenta con un minimapa similar en función a los presentes en juegos como Doom, Duke Nukem 3D y Metroid Prime.
Prodeus utiliza un motor de juego moderno para ampliar la experiencia de los juegos de disparos clásicos con elementos visuales como iluminación dinámica, sistema de partículas, niveles interactivos, un sistema de sangre y una banda sonora dinámica. Aunque el juego se puede jugar completamente con visuales modernos, permite al jugador aplicar sombreadores que le dan al juego un aspecto pixelado, simulando resoluciones de hasta 360p o incluso 216p. El juego también ofrece la opción de convertir dinámicamente los modelos de enemigos y objetos en sprites, lo que simula aún más una experiencia retro.

## Trama
El jugador asume el control de un agente corrupto de Prodeus, el misterioso creador del jugador y del mundo del juego. El único objetivo es destruir a Prodeus y todo lo que se interponga en el camino.

## Desarrollo
Los desarrolladores Mike Voeller y Jason Mojica se conocieron mientras trabajaban juntos en Raven Software en Singularity. Para 2017, Voeller había decidido dejar la industria para perseguir una idea de un shooter en primera persona retro (que se convertiría en Prodeus). En ese momento, Mojica se reconectó con Voeller y decidió dejar su trabajo en Starbreeze Studios para unirse al proyecto. Más tarde, los dos reclutaron a Andrew Hulshult para la banda sonora y a Josh "Dragonfly" O'Sullivan de la comunidad de modificación de Doom para trabajar en el diseño de niveles.
Prodeus fue anunciado en noviembre de 2018. El tráiler de lanzamiento y las demostraciones posteriores de la jugabilidad se crearon con una versión pre-alfa del juego que mostraba un nivel típico.
Los desarrolladores han afirmado que la participación de la comunidad se consideró un principio fundamental del juego desde el principio. Por lo tanto, Prodeus incluye un editor de niveles integrado desde el primer día. Cualquier persona que posea el juego en una PC tendrá las mismas herramientas que usan los desarrolladores para crear niveles desde cero. El editor de niveles está diseñado específicamente para Prodeus y está pensado para ser rápido y fácil de usar.
A pesar de prometer originalmente una versión nativa de Linux, se anunció el 5 de septiembre de 2022 que el juego en su lugar se adaptaría para la capa de compatibilidad Proton, citando problemas con el soporte de plataforma del motor de juego Unity.

## Recepción
Prodeus recibió críticas "generalmente favorables", según el agregador de reseñas Metacritic.